# Elisabeth Catharina Maria Prins
Elisabeth Catharina Maria Prins (Utrecht, 11 mei 1903 – Warmond, 3 juni 1984) was een Nederlands archivaris, genealoog en zegelexpert. Zij werkte vanaf 1929 bij zowel het Algemeen Rijksarchief, waar zij de zegelcollectie beheerde, als bij het genealogisch-heraldisch genootschap De Nederlandsche Leeuw.

## Biografie
Prins wordt op 11 mei 1903 geboren in Utrecht als tweede kind in het gezin van Coenraad Alexander Prins, officier bij de Veldartillerie, en Maria Isabelle Françoise Waller. Vanwege de carrière van haar vader verhuist het gezin meermaals, onder andere naar Amersfoort en Den Haag, waar Prins in 1922 examen doet op het Gymnasium Haganum.
Na haar eindexamen gaat Prins Rechten studeren in Utrecht maar volgt daar ook colleges oorkondeleer om zich voor te bereiden om haar vervolgopleiding: de Archiefschool in Den Haag. Daar slaagt ze in 1928 voor het diploma Archiefambtenaar Eerste Klasse. In 1929 wordt ze als commies aangenomen bij het Algemeen Rijksarchief. Haar benoeming is ongewoon omdat daarin is opgenomen dat ze haar werktijd mag verdelen tussen het Algemeen Rijksarchief en het genealogisch-heraldisch genootschap De Nederlandsche Leeuw. Bij de eerste organisatie beheert ze de zegelcollectie, bij de tweede de collectie handschriften. Van de hand van Prins verschijnen tijdens haar leven meerdere publicaties, vooral over zegels.
In 1963 vraagt Prins haar ontslag aan wegens haar voorgenomen huwelijk met de jurist Wilhelmus François Leemans. In de jaren die volgen doen zij samen onderzoek naar zijn voorouders, de Franse familie De Virieu, wat uiteindelijk leidt tot een, pas na haar dood verschenen, tweedelige publicatie over de geschiedenis van het prinsdom Oranje.

## Publicaties
Van de hand van Elisabeth Prins verschenen onder andere de volgende publicaties:
- W.A. Beelaerts van Blokland, D.P.M. Graswinckel en E.C.M. Prins, Nederlandsche Kloosterzegels vóór 1600 ('s-Gravenhage 1935-1952)
- E.C.M. Prins, De landschapszegels van Westfriesland omstreeks 1300 ('s-Gravenhage 1958)
- E.C.M. Prins, De grafzerken uit de voormalige Hofkapel te ’s-Gravenhage (z.p. 1960)
- E.C.M. Prins, Zegels en wapens van steden in Zuid-Holland: een bundel studiën ('s-Gravenhage 1966)
- W.F. Leemans en E.C.M. Leemans-Prins, Guillaume de Nassau et la Principauté d'Orange, 1544-1559. L'acquisition de la possession réelle par le Prince (Haarlem 1969)
- W.F. Leemans en E.C.M. Leemans-Prins, La noblesse de la Principauté d'Orange sous le règne des Nassau et ses descendants aux Pays-Bas (Den Haag 1974)
- E.C.M. Leemans-Prins, ‘Zegels en zegelen ten tijde van Floris V’, in: H.F.J. Duindam, Holland in de dertiende eeuw: leven, wonen en werken in Holland aan het einde van de dertiende eeuw (’s-Gravenhage 1982)
- W.F. Leemans en E.C.M. Leemans-Prins, La principauté d'Orange de 1470 à 1580. Une société en mutation (Hilversum 1986)

- Bibliothèque nationale de France: cb12069104h (data)
- CiNii: DA05659507
- Digitale Bibliotheek voor de Nederlandse Letteren: leem045
- International Standard Name Identifier: 0000 0000 2611 0655
- Library of Congress Control Number: n87812433
- Nederlandse Thesaurus van Auteursnamen: 068222149
- Système universitaire de documentation: 028964489
- Virtual International Authority File: 9870473